# Club de Deportes Aviación
Club de Deportes Aviación var en fotbollsklubb från staden Santiago i Chile. Klubben grundades 12 december 1957 och lades ner 1981. Klubben spelade i de högsta serierna från 1972 fram till att klubben lades ner. Det blev totalt sju säsonger i den högsta divisionen, mellan 1974 och 1980 där man som bäst kom på en åttonde plats (1977 och 1978).

### Fotnoter
1. ↑  Chile - Foundation Dates of Clubs